# Köttätare

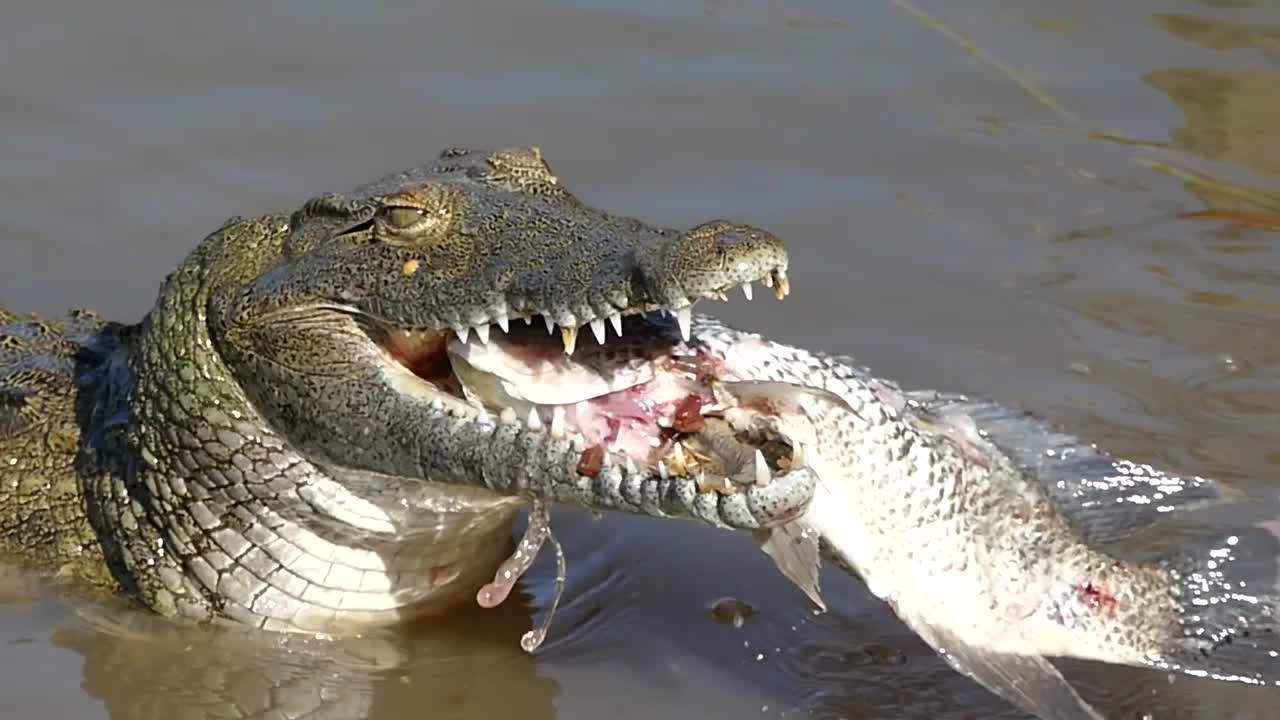
Nilkrokodil

Köttätare eller karnivor (av latin: carnivorus, "köttätande") är djur och andra organismer som helt eller delvis lever av bytesdjur.

## Etymologi
Karnivor kommer från latinets carnivorus, en kombination av carnī- (dativ singular av carō, "kött" – samma ursprung som skära) och -vorus (adjektiv böjning av vorō, "sluka" eller "sätta i sig") som översatt till nusvenska betyder köttätande eller kötteslukande vid direktöversättning.

## Motsvarigheter
- Insektsätare (Insectivora)
- Växtätare – herbivor (växt-ätande)
- Allätare – omnivor (allt-ätande)
- Köttätande växter - insektivorer (insektätande växter)